# Ален-Параиба
Ален-Параиба (порт. Além Paraíba) — муниципалитет в Бразилии, входит в штат Минас-Жерайс. Составная часть мезорегиона Зона-да-Мата. Входит в экономико-статистический  микрорегион Катагуазис. Население составляет 35 589 человек на 2006 год. Занимает площадь 511,199 км². Плотность населения — 69,6 чел./км².

## История
Город основан 28 сентября 1883 года. 

## Статистика
- Валовой внутренний продукт на 2003 год составляет 258 166 076,00 реалов (данные: Бразильский институт географии и статистики).
- Валовой внутренний продукт на душу населения на 2003 год составляет 7443,81 реалов (данные: Бразильский институт географии и статистики).
- Индекс развития человеческого потенциала на 2000 год составляет 0,777 (данные: Программа развития ООН).